# یواس‌اس گاما (۱۸۶۳)
یواس‌اس گاما (۱۸۶۳) (به انگلیسی: USS Gamma (1863)) یک کشتی بود که طول آن 65' بود. این کشتی در سال ۱۸۶۳ ساخته شد.